# Kærstrup voldsted
Kærstrup voldsted er resterne efter borgen Kærstrup på Tåsinge, der eksisterede i middelalderen og renæssancen, men derefter blev nedbrudt for at blive genanvendt ved opførelsen af Valdemars Slot. Voldstedet findes omtrent 2 km sydvest for Valdemars Slot tæt ved skoven, hvor vejen deler sig til Bregninge og Lundby.

## Historie
Øen Tåsinge var i tidlig middelalder kongelig ejendom og omtales i Kong Valdemars Jordebog fra 1231 som thosland som fædrenearv (patrimonium). Kærstrup nævnes første gang i 1362, da borgen tilhørte Hr. Peder Nielsen Stygge. Hans datter giftede sig med en holstensk ridder, Hartvig Krummedige. Antagelig ved arv kom borgen til Henneke og Benedict Ahlefeldt, som i 1387 solgte Kærstrup til Dronning Margrethe, der først indsatte Henning Berg som høvedsmand, men senere, i 1395, overdrog borgen til biskoppen i Odense. Bisperne lod indsætte en række fogeder og lensmænd på Kærstrup, blandt disse omtales Jesse Hind i 1423, Holger Munk (slægten Lange) i 1454 og 1475, Jep Nielsen Algudsen i 1460 og Ebbe Andersen Ulfeld i 1482. Af betydning var det, at Christoffer af Bayern i 1447 gav biskop Ulrik Stygge ret til for sin egen gårds behov på Tåsinge at sejle fra Tåsinge til Tyskland og ligeledes gav indbyggerne på Tåsinge ret til at udføre heste, øg, okser og køer til Tyskland, medmindre et forbud udtrykkeligt var udstedt. Dermed lagdes grunden til den bondesejlads, som især Troense senere skulle blive kendt for. De fynske bisper opholdt sig ofte på Kærstrup og da Jens Andersen Beldenak trak sig tilbage i 1529, forbeholdt han sig Kærstrup og i 1533 blev han overfaldet her af Christoffer Rantzau.
Efter at Tåsinge ved reformationen kom tilbage til Kronen, blev Kærstrup residens for en kongelig lensmand. Blandt disse rigsmarsken Frands Brockenhuus til Egeskov. Fra 1536-1537 var Kærstrup udlagt til dronning Dorotheas livgeding. I 1549 blev Kærstrup henlagt under Nyborg Len, men i 1561 blev borgen atter udskilt og forlenet til Jakob Sested til Østergård indtil 1564, dernæst til Christopher Gadendorp 1564-1573 og dette år til rigsråd Erik Rud. I 1573 lod Kronen Kærstrup mageskifte med dens tilliggende på Tåsinge til rigsråd Erik Ottesen Rosenkrantz til Arreskov, hvis søn Erik Rosenkrantz i 1623 solgte den til Ellen Marsvin, som i 1630 overdrog den til sin datter Kirstine Munk som udlæg for fædrenearv. Kirstine var gift med Christan IV. 
Da øen var overdraget til Kirstine Munk og hendes søn Valdemar Christian, der havde titel af greve til Slesvig og Holsten, blev borgen i første omgang vedligeholdt. Således blev foretaget istandsættelser i 1633, men fra 1636 lod Christian IV borgen nedbryde og materialerne anvende ved opførelsen af Valdemars Slot.